# 广东广播电视台民生频道
广东广播电视台民生频道（简称广东民生频道）是广东广播电视台拥有的一条电视频道。

## 历史
作为广东省根据国家广电总局地方电视台职能转换改革而设立的政策性频道，广东公共频道于2002年7月1日正式开播，開播后先后以“公共频道 大家的频道 影视精彩 生活温馨”、“公共视觉 娱乐家庭”、“您的家庭娱乐频道”为定位，主力播放电视劇集及粵語綜藝娛樂節目。
2011年4月起，頻道更換節目包裝為「蘋果台」（後改為「蘋果紀」），轉型為生活服務類專業頻道，以粵語及普通話全天候播放生活及民生資訊節目，為廣東廣播電視台旗下少數幾個不播放新聞及電視劇的電視頻道。
2020年9月7日凌晨，随着广东广播电视台高清播控中心启用，广东公共频道的台标和播出画面改为16:9，随后在次月开始高标清同步广播。
2022年12月14日，国家广播电视总局批复同意广东广播电视台第三套电视节目公共频道调整为民生频道，播出时呼“广东广播电视台民生频道”。2023年2月27日，广东民生频道开播启动仪式举行，当日执行全新节目编排，增设以普通话原声播放内地电视剧的“民生休闲剧场”。2023年3月1日凌晨0時開始，广东公共频道正式更名为广东民生频道。

## 播映节目

### 广东公共频道时期
- 综艺节目：《歌Sing魅影》《五年级插班生》《十倍錢進》《最爱主打星》《食尽南番顺》《求其是但生活空间》《全哥有请》
- 纪实节目：《解密大行动》《档案》《公道》[5]《天眼追击》
- 民生节目：《最佳拍档》《DV现场》《和事佬》《万家灯火》《乖乖仔女》《全民帮帮忙》
- 生活资讯节目：《生活计仔多》《最紧要健康》《宜居大湾区》

### 广东民生频道时期
- 民生节目：《DV现场》《全民帮帮忙》
- 生活资讯节目：《最紧要健康》《宜居大湾区》《今日大件事》、《热搜榜中榜》
- 综艺节目：《爱情红绿灯》《周末喜相逢》《一起开心吧》《全哥有请2》

## 现时黄金时段节目
| 时间   | 18:30      | 19:00  | 19:30  | 20:00  | 20:30      | 21:00      | 21:30        | 22:00        | 22:30          |
| ------ | ---------- | ------ | ------ | ------ | ---------- | ---------- | ------------ | ------------ | -------------- |
| 星期一 | 最紧要健康 | DV现场 | DV现场 | DV现场 | 桃花朵朵开 | 全民帮帮忙 | 民生休闲剧场 | 民生休闲剧场 | DV现场（重播） |
| 星期二 | 最紧要健康 | DV现场 | DV现场 | DV现场 | 桃花朵朵开 | 全民帮帮忙 | 民生休闲剧场 | 民生休闲剧场 | DV现场（重播） |
| 星期三 | 最紧要健康 | DV现场 | DV现场 | DV现场 | 桃花朵朵开 | 全民帮帮忙 | 民生休闲剧场 | 民生休闲剧场 | DV现场（重播） |
| 星期四 | 最紧要健康 | DV现场 | DV现场 | DV现场 | 桃花朵朵开 | 全民帮帮忙 | 民生休闲剧场 | 民生休闲剧场 | DV现场（重播） |
| 星期五 | 最紧要健康 | DV现场 | DV现场 | DV现场 | 桃花朵朵开 | 全民帮帮忙 | 民生休闲剧场 | 民生休闲剧场 | DV现场（重播） |
| 星期六 | 纪录片     | DV现场 | DV现场 | DV现场 | 宜居大湾区 | 一起开心吧 | 一起开心吧   | 纪录片       | DV现场（重播） |
| 星期日 | 纪录片     | DV现场 | DV现场 | DV现场 | 宜居大湾区 | 综艺节目   | 综艺节目     | 纪录片       | DV现场（重播） |